# Phreatia densissima
Phreatia densissima är en orkidéart som beskrevs av Johannes Jacobus Smith. Phreatia densissima ingår i släktet Phreatia och familjen orkidéer. Inga underarter finns listade i Catalogue of Life.